# Olizy-Primat
Olizy-Primat ist eine französische Gemeinde mit 224 Einwohnern (Stand 1. Januar 2022) im Département Ardennes in der Region Grand Est (vor 2016 Champagne-Ardenne). Sie gehört zum Arrondissement Vouziers, zum Kanton Attigny und zum Gemeindeverband Argonne Ardennaise.

## Geografie
Die Gemeinde wird von der Aisne tangiert, die einen Teil der östlichen Gemeindegrenze bildet. Umgeben wird Olizy-Primat von den Nachbargemeinden Savigny-sur-Aisne im Westen, Falaise im Nordwesten, Longwé im Norden, Grandpré im Osten sowie Brécy-Brières im Süden.

## Bevölkerungsentwicklung
| Jahr                       | 1962 | 1968 | 1975 | 1982 | 1990 | 1999 | 2006 | 2011 | 2018 |
| Einwohner                  | 234  | 219  | 213  | 231  | 204  | 205  | 222  | 217  | 236  |
| Quellen: Cassini und INSEE |      |      |      |      |      |      |      |      |      |

## Sehenswürdigkeiten
- Kirche Saint-Pierre-aux-Liens, erbaut im 16. Jahrhundert, Monument historique seit 1913[1]
- Erlebnispark Argonne, Natur- und Erholungspark in Olizy-Primat

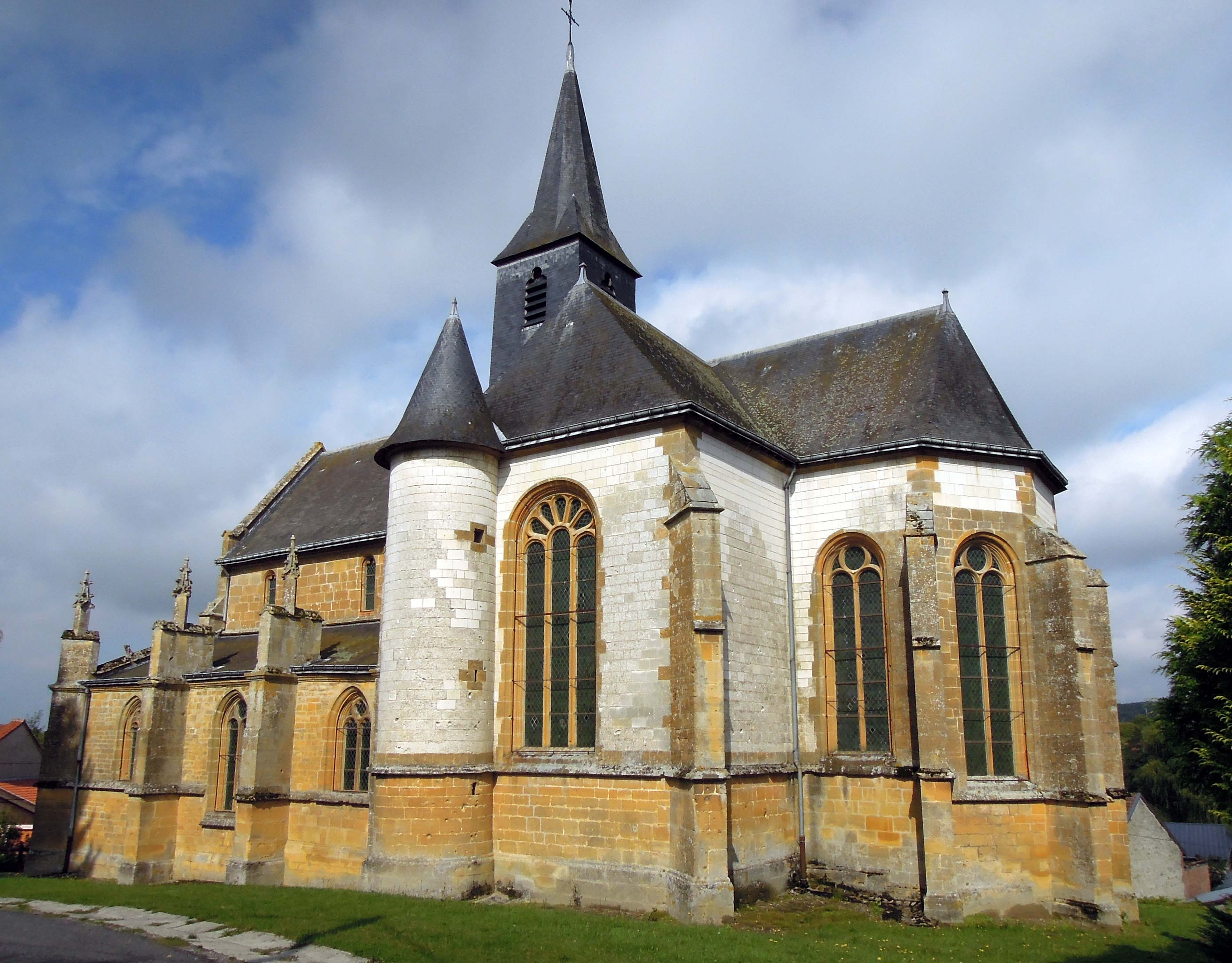
Kirche Saint-Pierre-aux-Liens
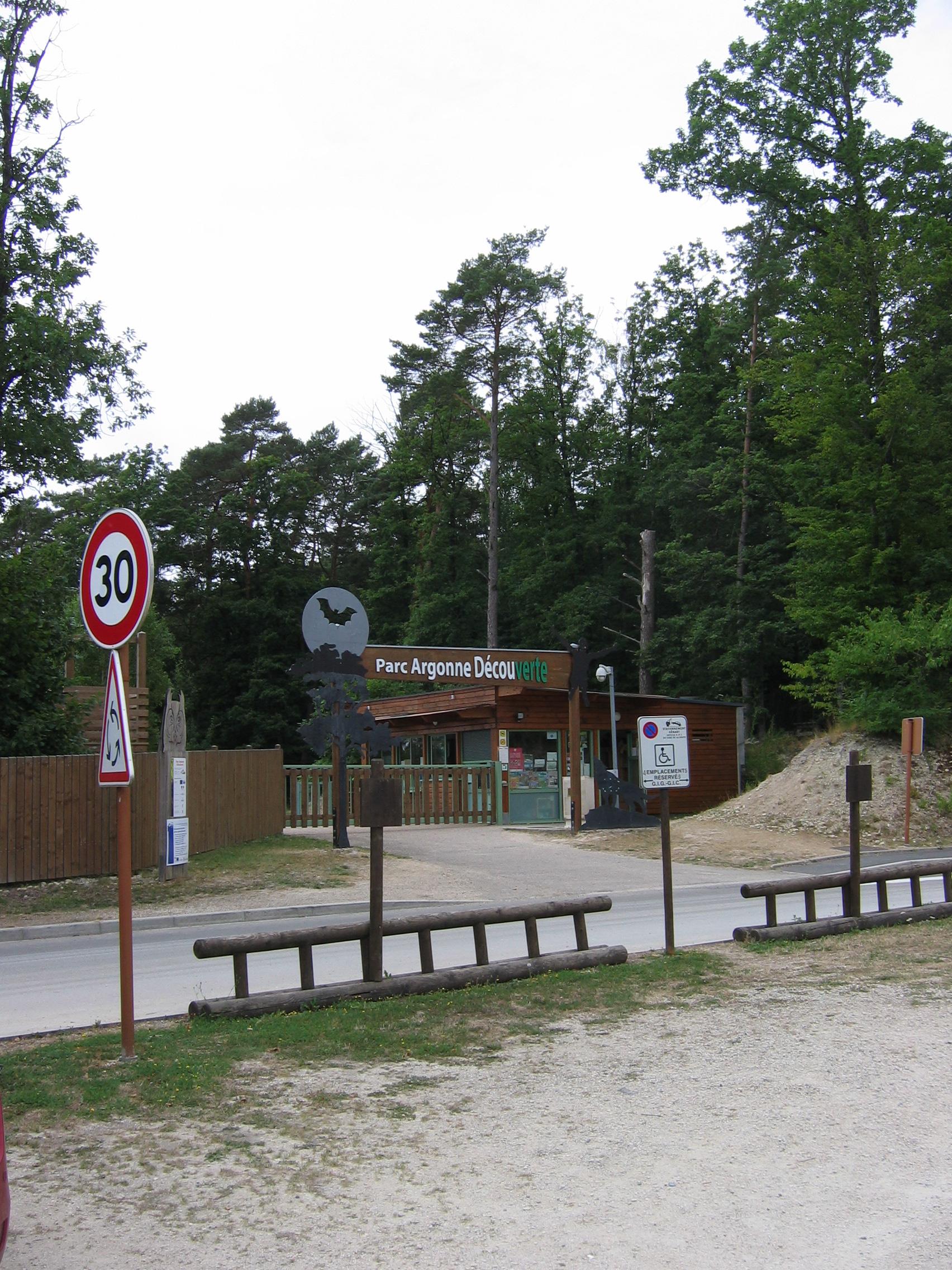
Eingang des Erlebnisparks Argonne